# Wolf Huber
Wolf Huber (Feldkirch, 1485 circa – Passavia, 1553) è stato un pittore, disegnatore e architetto austriaco.

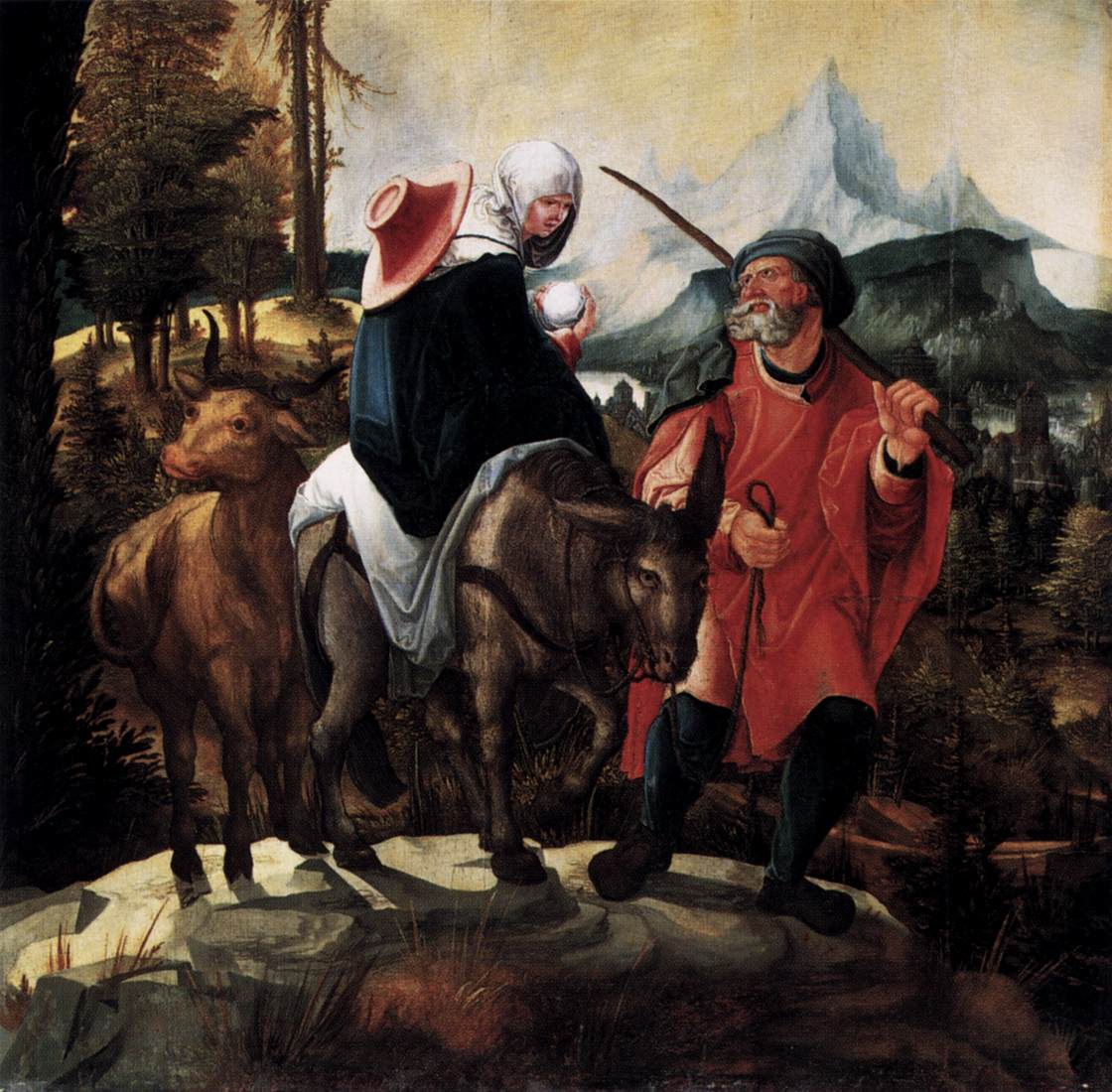
Fuga in Egitto, 1525-1530 circa, Gemäldegalerie, Berlino

Fu uno dei protagonisti della scuola danubiana.

## Biografia
Dal 1515 almeno dovette stabilirsi a Passavia, dove poco dopo prese ufficio come amministratore del duca Ernesto di Baviera (dal 1517 al 1540), che aiutò la sua nomina al servizio della corte episcopale. Nel 1542 il principe-vescovo di Salm lo nominò pittore ufficiale di corte. Nel 1541 è ricordato come maestro architetto a Passavia e nel 1546 sovrintese all'edificazione del palazzo di Neuburg affacciato sull'Inn, di proprietà dei conti di Salm. 
Tramite i numerosi disegni è possibile ricostruire i suoi spostamenti al Wolfgangsee, a Linz e a Vienna. Morì a Passavia e venne sepolto nella chiesa dello Spirito Santo.